# Kjemåvatnet
Kjemåvatnet (Lule-Samisch: Giebbnejávrre) is een meer in de gemeente Saltdal in Noorse provincie Nordland. Het meer heeft een maximale breedte van 1,7 en een lengte van 3,2 kilometer, met een oppervlakte van 2,64 vierkante kilometer en een kustlengte van ongeveer 9,49 kilometer. Het meer ligt op een hoogte van 626 meter en ligt ongeveer twee kilometer ten westen van het dorp Lønsdal.